# Roger Mollet
Roger Gabriel Mollet (ur. 3 maja 1911, zm. 10 sierpnia 1976) – francuski zapaśnik walczący w stylu klasycznym. Olimpijczyk z Amsterdamu 1928, gdzie zajął dziewiąte miejsce w wadze koguciej.

## Letnie Igrzyska Olimpijskie 1928
| Konkurencja          | Rundy eliminacyjne    | Rundy eliminacyjne          | Klas. końcowa |
| Konkurencja          | Przeciwnik I          | Przeciwnik II               | Miejsce       |
| -------------------- | --------------------- | --------------------------- | ------------- |
| 60 kg styl klasyczny | Erik Malmberg (SWE) P | Aleksanteri Toivola (FIN) P | 11.           |